# Jenő Konrád
Pour les articles homonymes, voir Konrad.
Jenő Konrád ou Eugène Conrad est un footballeur et entraîneur hongrois né le 13 août 1894 à Palánka (aujourd'hui en Serbie) et mort le 15 juillet 1978.

## Biographie
Ancien défenseur au MTK Hungária FC et au FK Austria Vienne, il fait une importante carrière d'entraîneur durant l'entre-deux-guerres, à travers toute l'Europe : il dirige à deux reprises les joueurs de l'Austria de Vienne, mais également les allemands de 1. FC Nuremberg, les roumains de Ripensia Timişoara, les tchécoslovaques de 1.FC Brno, les italiens de l'US Triestina, les français de l'Olympique lillois et les portugais du Sporting Lisbonne.

## Palmarès de joueur
- International hongrois en 1915 (1 sélection)
- Champion de Hongrie en 1914 et 1919 avec le MTK Hungária FC
- Champion d'Autriche en 1924 avec le FK Austria Vienne
- Vainqueur de la Coupe d'Autriche en 1921 et 1924 avec le FK Austria Vienne

## Palmarès d'entraîneur
- Champion d'Autriche en 1926 avec le FK Austria Vienne
- Champion de Roumanie en 1933 avec le Ripensia Timişoara
- Vainqueur de la Coupe d'Autriche en 1926 avec le FK Austria Vienne
- Finaliste de la Coupe de France en 1939 avec l'Olympique lillois
- Champion du Portugal en 1940 avec le Sporting de Lisbonne (comme entraîneur-adjoint)